# St. Vitus (Wasenweiler)

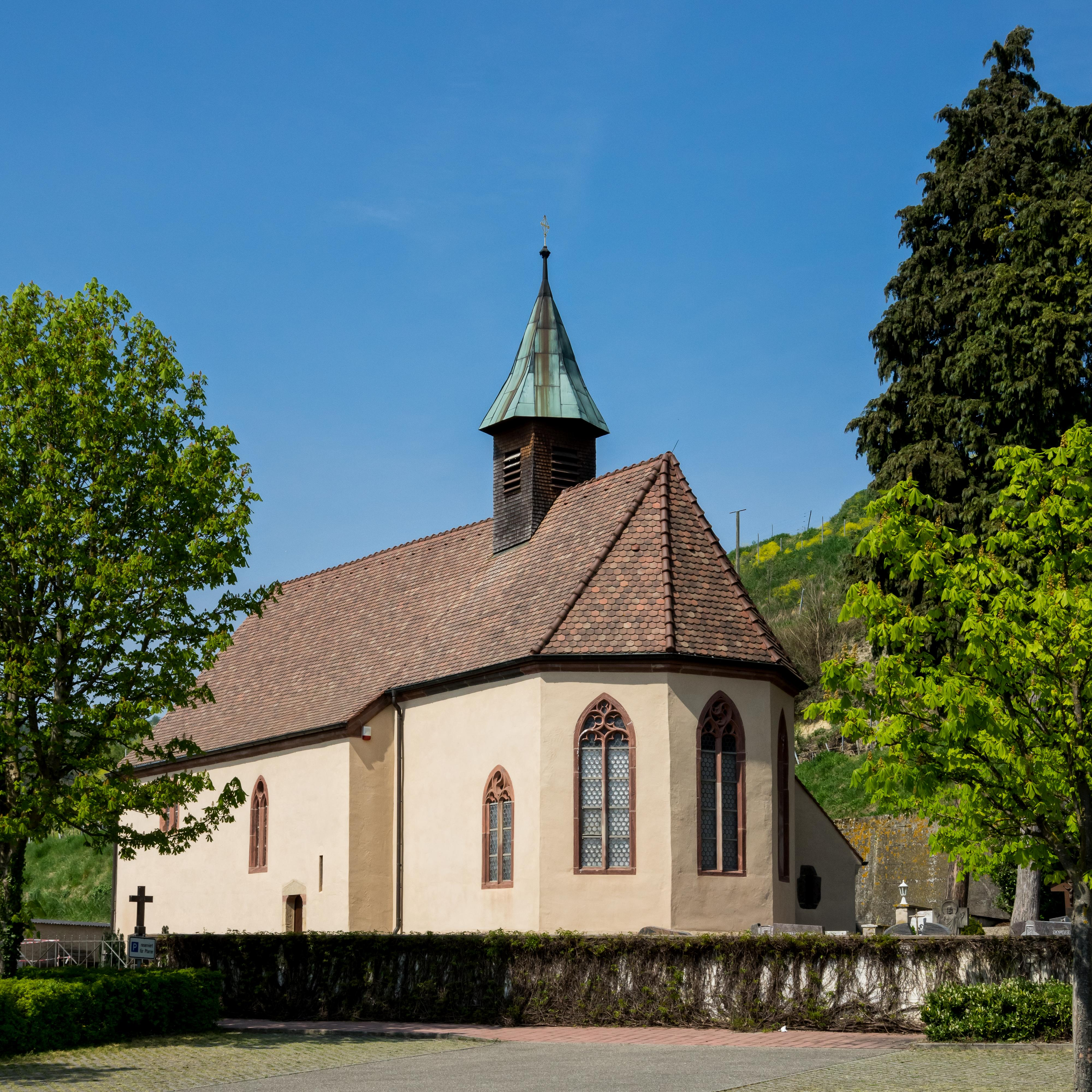
Blick von Südosten

St. Vitus ist eine Kapelle am Südrand des Kaiserstuhls in Baden-Württemberg. Sie liegt im Wohnplatz Neunkirch von Wasenweiler, einem Ortsteil von Ihringen, auf halbem Wege zwischen Wasenweiler und Ihringen. Bis 1716 war die Kapelle Pfarrkirche, zunächst von Wasenweiler und Ihringen, nach der Reformation, als Ihringen evangelisch geworden war, nur noch von Wasenweiler. Heute ist sie Friedhofskapelle und gehört zur Pfarrgemeinde Wasenweiler/Ihringen der Seelsorgeeinheit Breisach-Merdingen im Dekanat Breisach-Neuenburg der Erzdiözese Freiburg. Kunstgeschichtlich bekannt ist sie durch ihre mittelalterlichen Wandgemälde und das Sixt von Staufen zugeschriebene Altarretabel.

## Geschichte
Die Anfänge sich unsicher. Eine Mühle in Nünkilche wird 1314 erstmals erwähnt, die Vituskirche in Archivalien des 13. Jahrhunderts. Sie ist aber älter. Ein Tauf- oder Weihwasserbecken, das aus der Kirche stammen soll und sich heute im Badischen Landesmuseum in Karlsruhe befindet, wurde von dem Freiburger Theologen und Kunsthistoriker Joseph Sauer ins 9. oder 10. Jahrhundert, von späteren Untersuchern ins 12. Jahrhundert datiert. Ebenso alt ist vermutlich die tonnengewölbte Sakristei, ursprünglich, wie an der Piscina zu erkennen, ein Raum zur Feier der heiligen Messe. Das Schiff ist jünger. Im 11. Jahrhundert war Wasenweiler im Besitz des elsässischen Klosters Murbach. 1275 war es Sitz eines Dekanats, der später nach Breisach verlegt wurde. 1290 bis 1371 kam es in mehreren Schritten an die Kommende des Deutschen Ordens in Freiburg im Breisgau. Die Deutschherren verlängerten das Schiff nach Westen, erhöhten es um 2 m und bauten im 15. Jahrhundert den Chor an. Aus dem 15. Jahrhundert stammen auch die meisten Wandgemälde im Schiff und Chor. Über dem Durchgang vom Chor zur Sakristei ist die Jahreszahl „1492“ eingemeißelt, Terminus ante quem für das beim Durchbruch beschädigte Gemälde. Im 17. oder 18. Jahrhundert zerstörte ein Brand das Kreuzgewölbe des Chores, das anschließend durch eine flache Decke ersetzt wurde. Im Westen wurde 1664 eine Empore eingezogen, und allmählich verschwanden die Wandmalereien unter einer immer dicker werdenden Gipsschicht. „St. Vitus versank im Dornröschenschlaf.“
1850 war die Kirche dem Einsturz nah, und es wurde erwogen, sie abzureißen. Alternativ könne man sie „zum Schmuck der Landschaft als Ruine stehen lassen“. Mit Hilfe einer privaten Kollekte wurde sie aber instand gesetzt. Eine weitere Renovierung erfolgte 1914. Von 2005 bis 2010 wurden die Fresken restauriert. 2011 erhielt die Kapelle das holzgeschnitzte Retabel zurück, das im Zweiten Weltkrieg ausgelagert und danach im Freiburger Augustinermuseum aufbewahrt worden war.

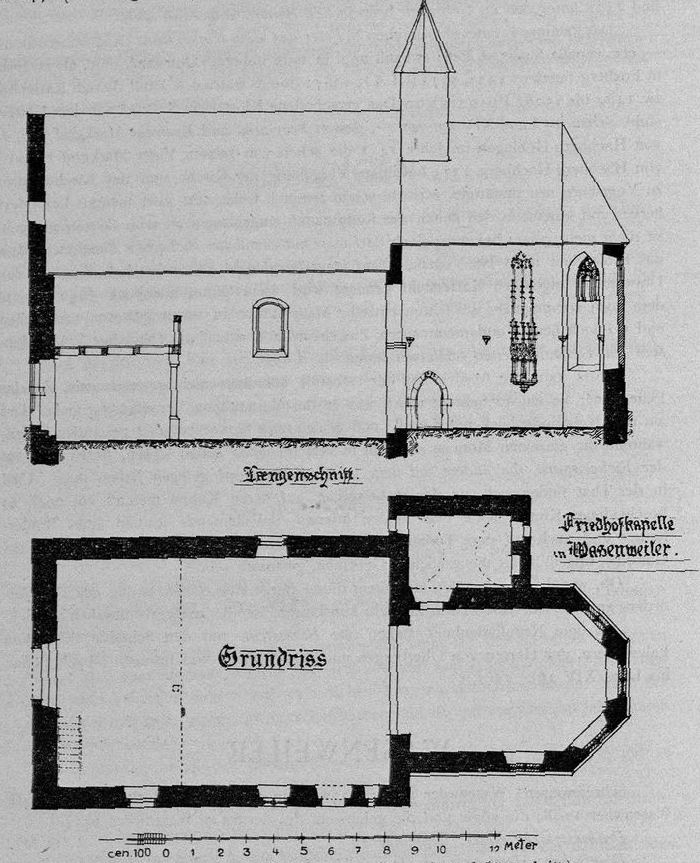
Längsschnitt und Grundriss
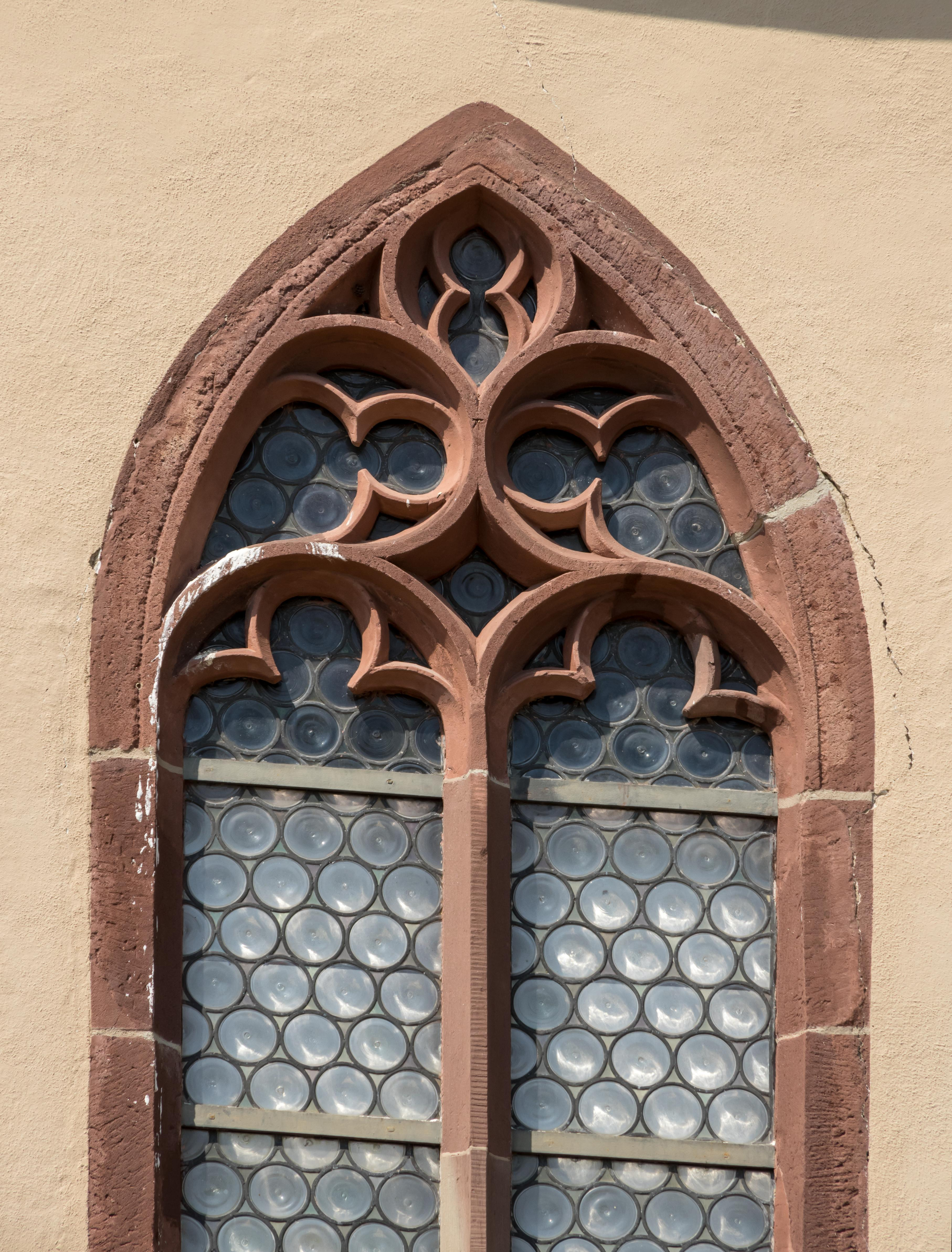
Maßwerk im südöstlichen Chorfenster
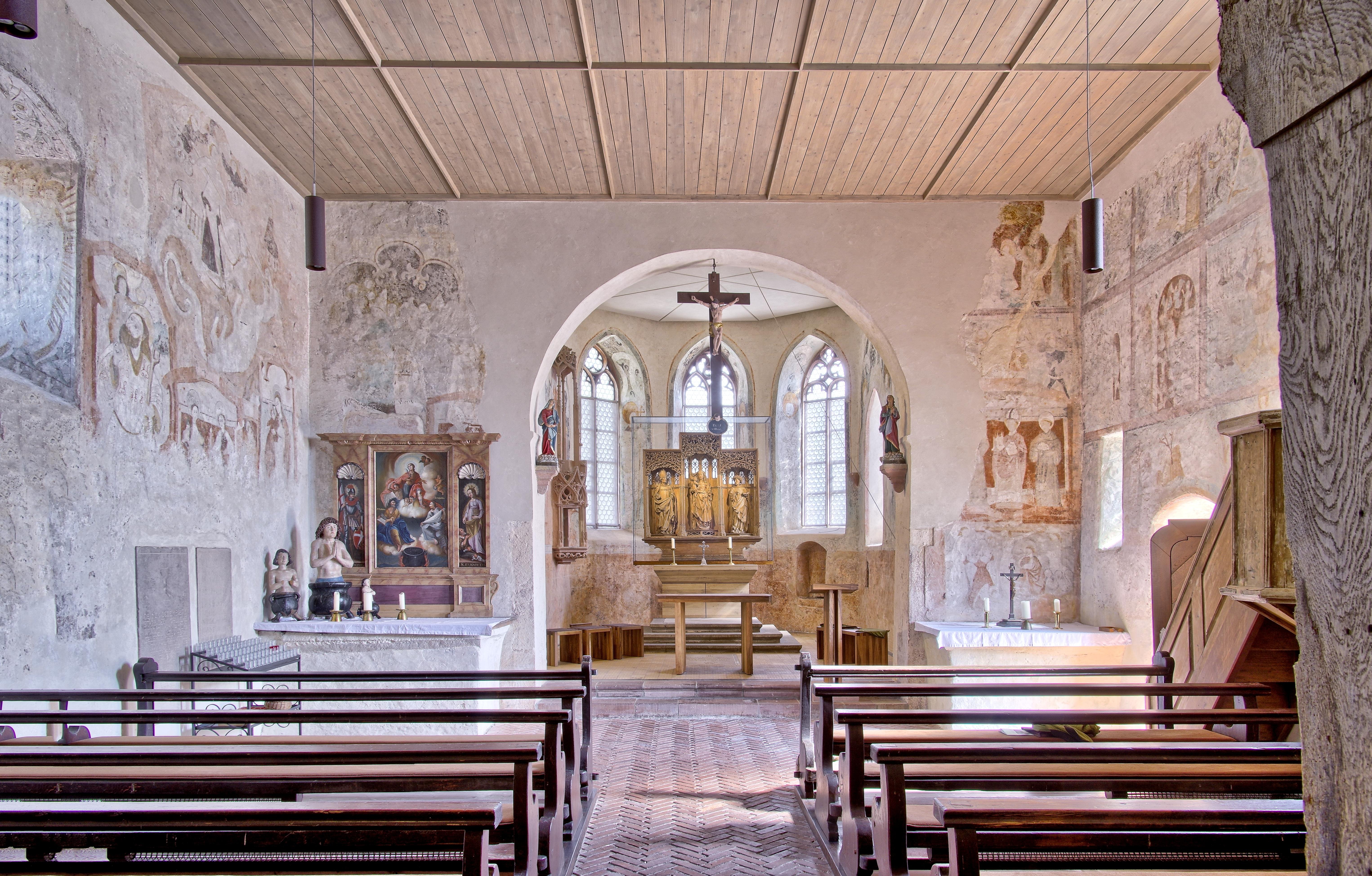
Inneres Richtung Chor
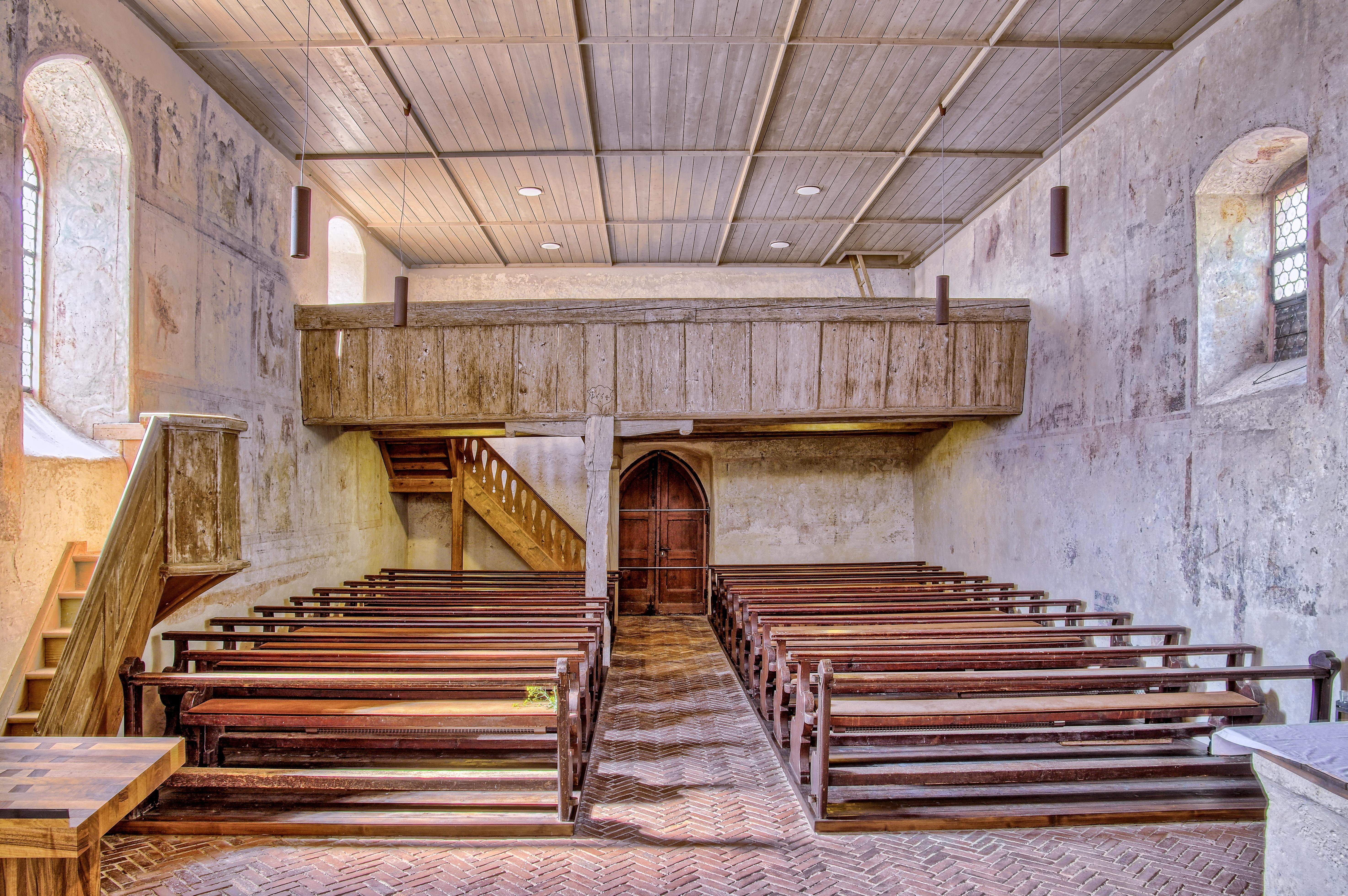
Inneres Richtung Westen

## Gebäude
Die Kapelle liegt inmitten des Friedhofs. Sie besteht aus dem innen etwa 10 × 8 m messenden Schiff im Westen, dem in drei Seiten des Achtecks schließenden Chor mit einem Dachreiter im Osten und der nördlich an den Chor stoßenden Sakristei. Im Westen führt ein spitzbogiger, im Süden ein gerade geschlossener Eingang ins Schiff. Die Fenster des Schiffs sind unregelmäßig gestaltet, während der Chor durch je ein zweiteiliges Lanzettfenster mit Fischblasenmaßwerk in den drei Polygonseiten und ein weiteres, späteres, kleineres und tiefer ansetzendes Lanzettfenster in der Südwand Licht erhält. Vor dem Durchbruch des Jahres 1492 vom Chor in die Sakristei war die Sakristei vom Kirchenschiff her zugänglich. Im Chor sind die Konsolen für das ehemalige Kreuzgewölbe erhalten. An der Chor-Nordwand ist ein 1502 oder 1507 datiertes Sakramentshäuschen angebracht.

## Ausstattung
Die Wandbilder wurden 1919 von Joseph Sauer entdeckt und freigelegt. Sie sind in Seccotechnik auf den getrockneten Putz gemalt.

Wandgemälde
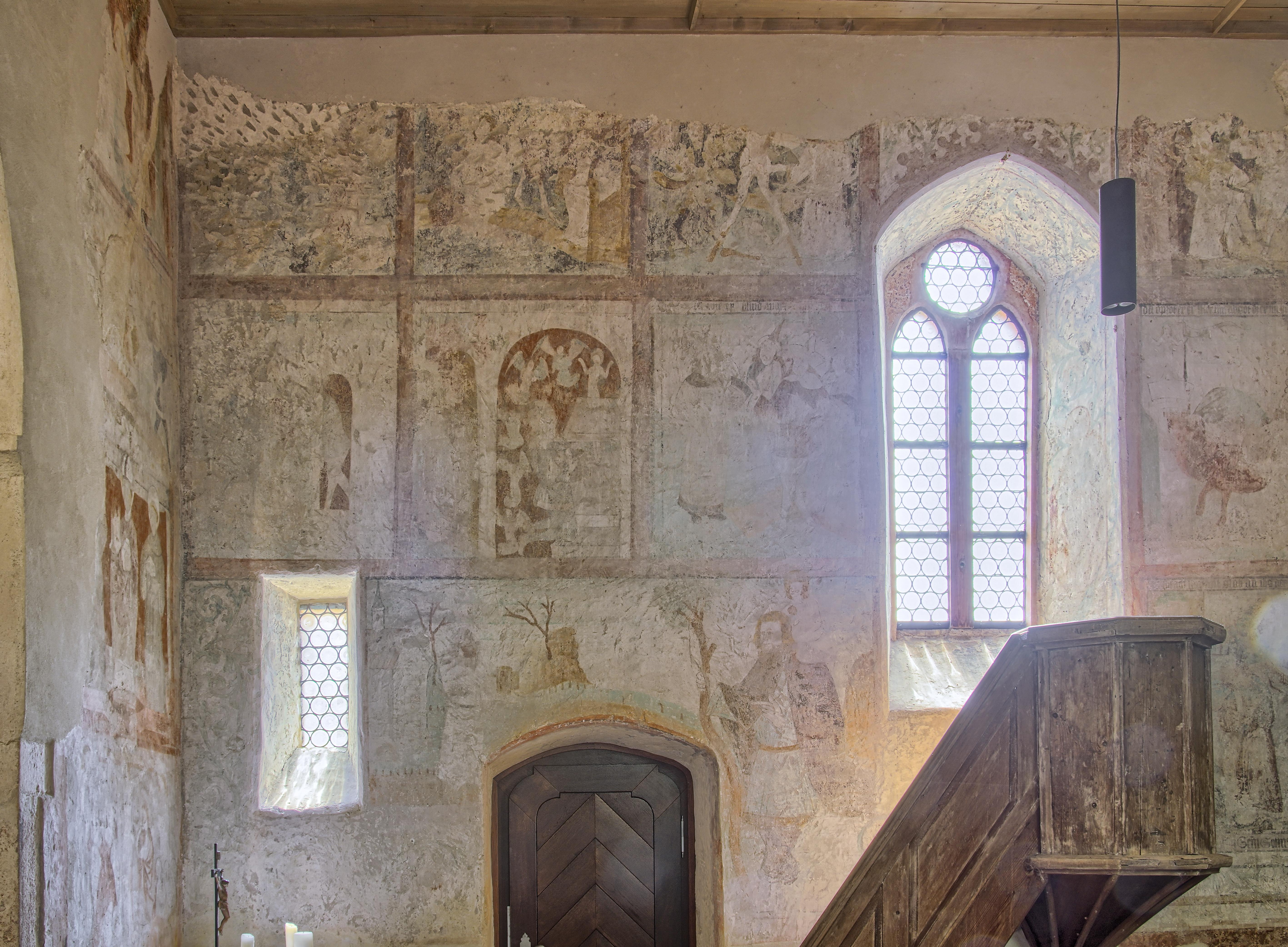
(1) Schiff: Vituslegende und Christophorus
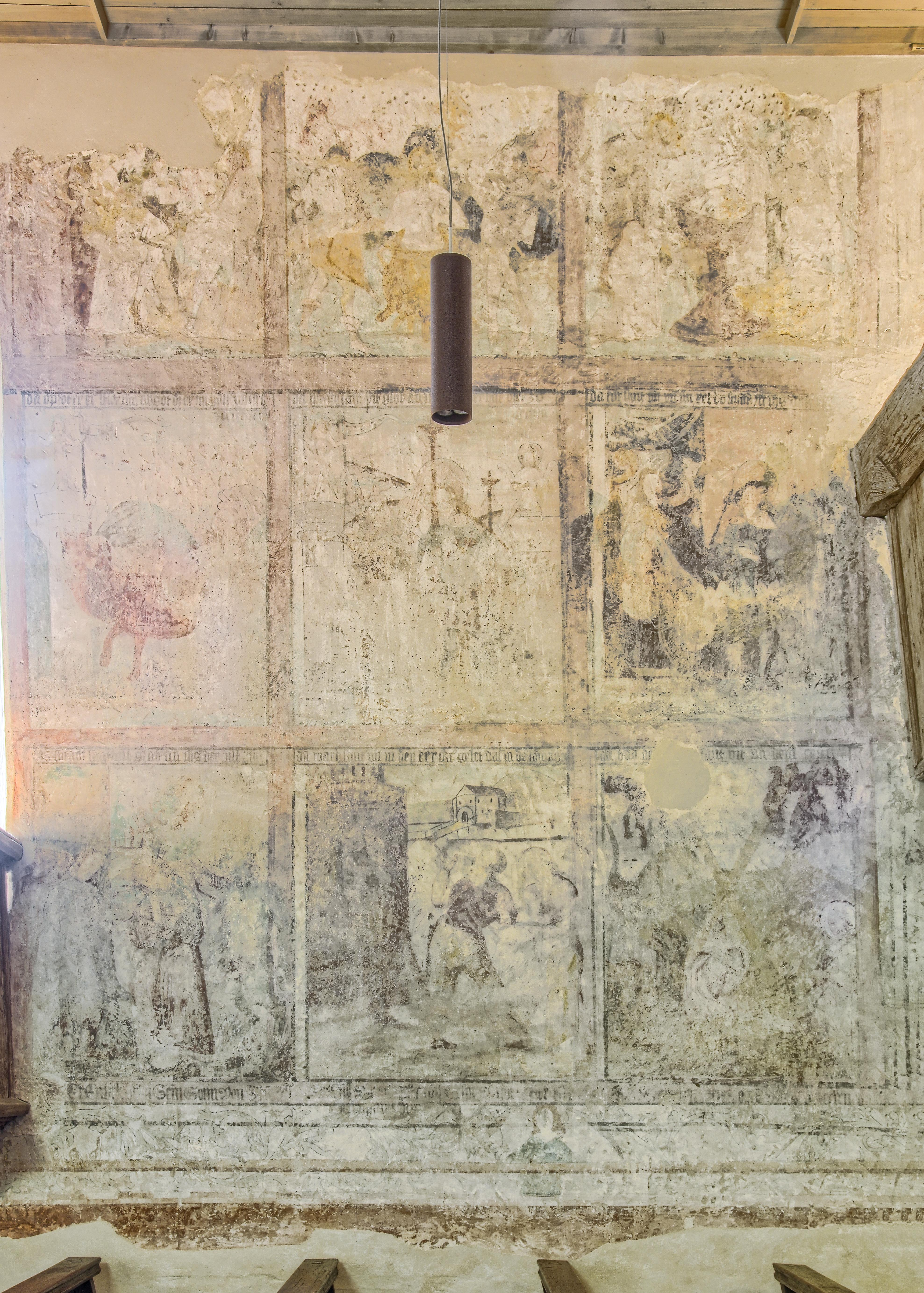
(2) Schiff: Vituslegende
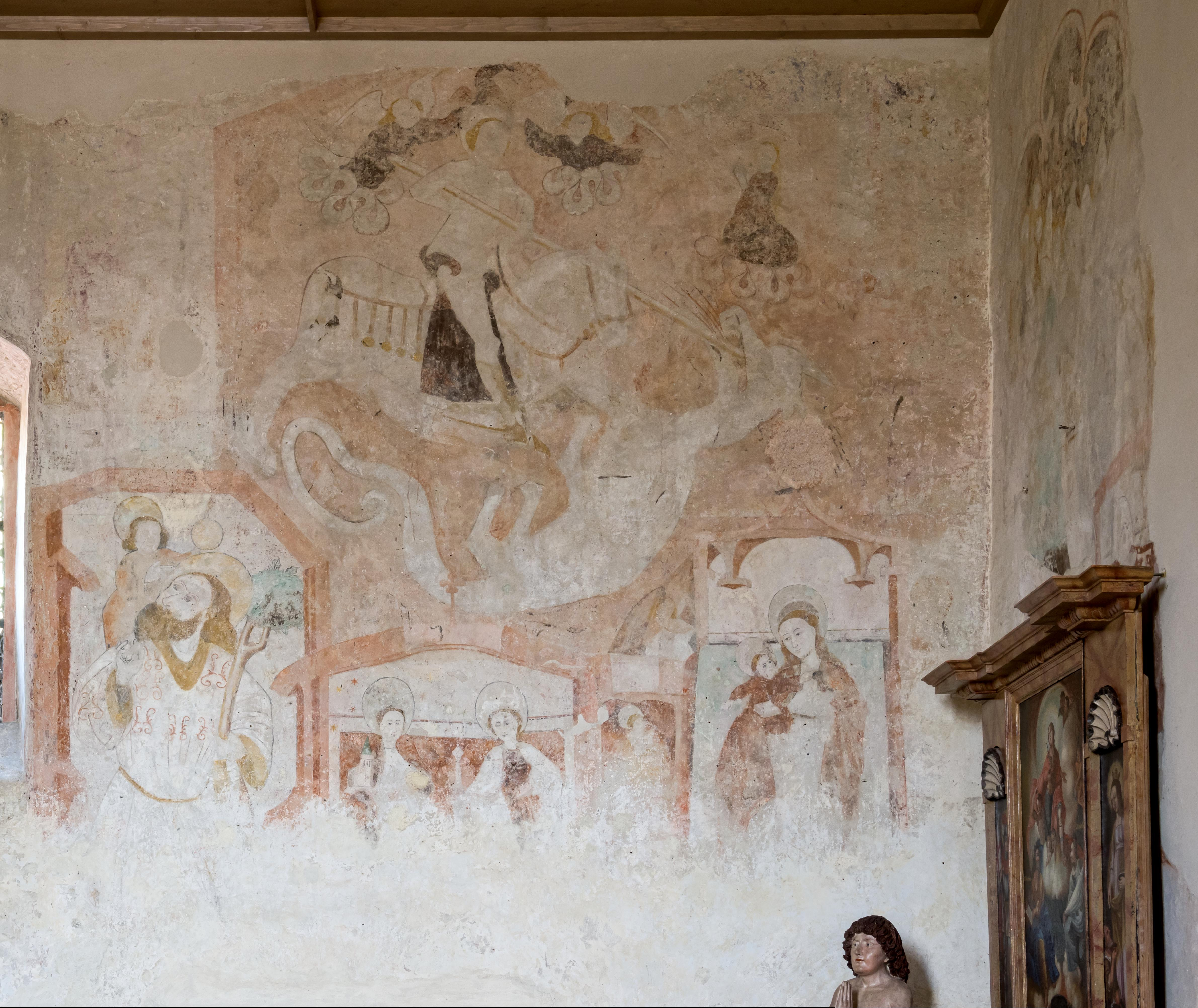
(3) Schiff: Christophorus, Barbara, Katharina, Muttergottes mit Kind und Georg
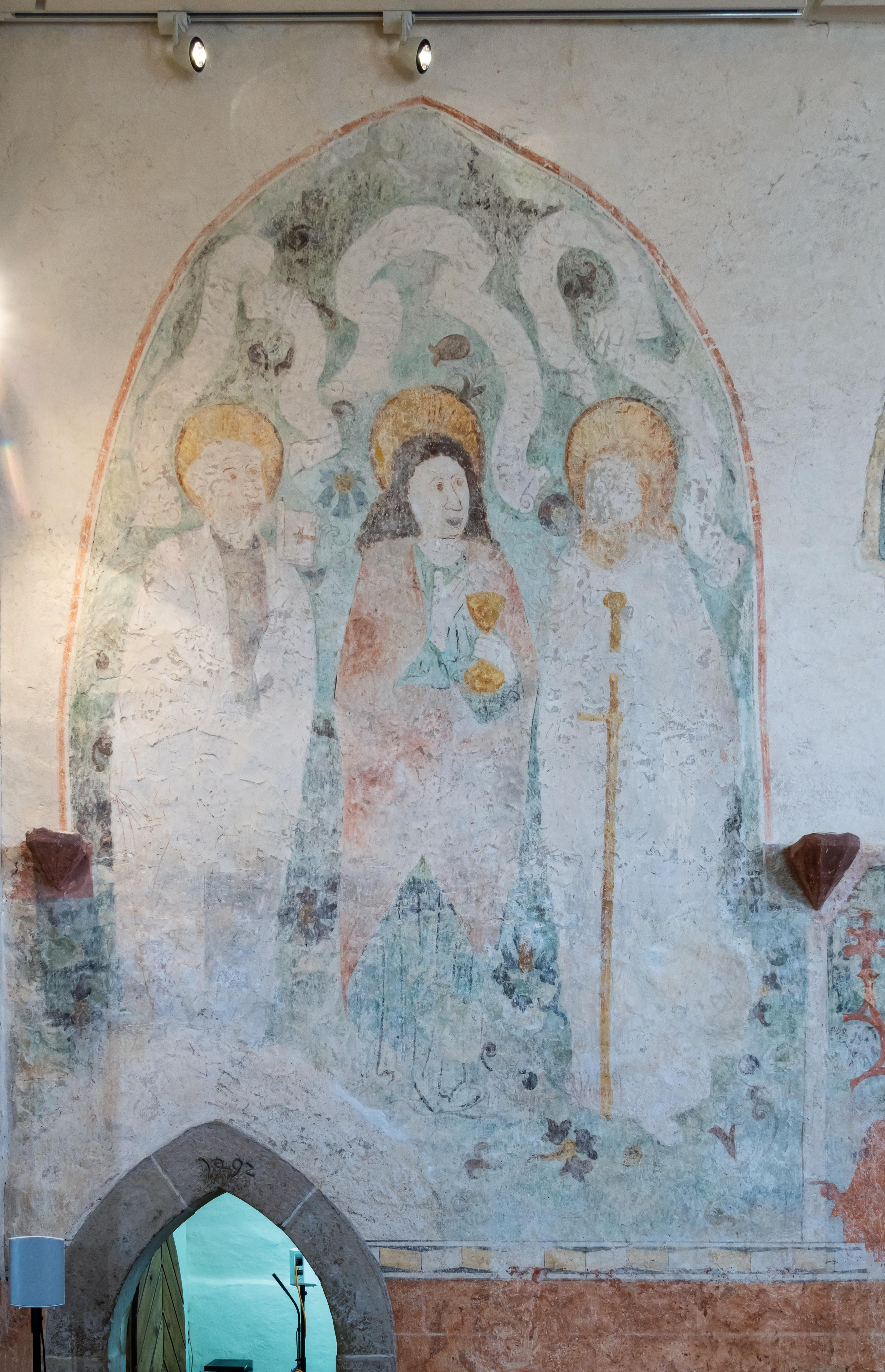
(4) Chor: Petrus, Johannes, Jakobus der Ältere; im Spitzbogen zur Sakristei Jahreszahl „1492“
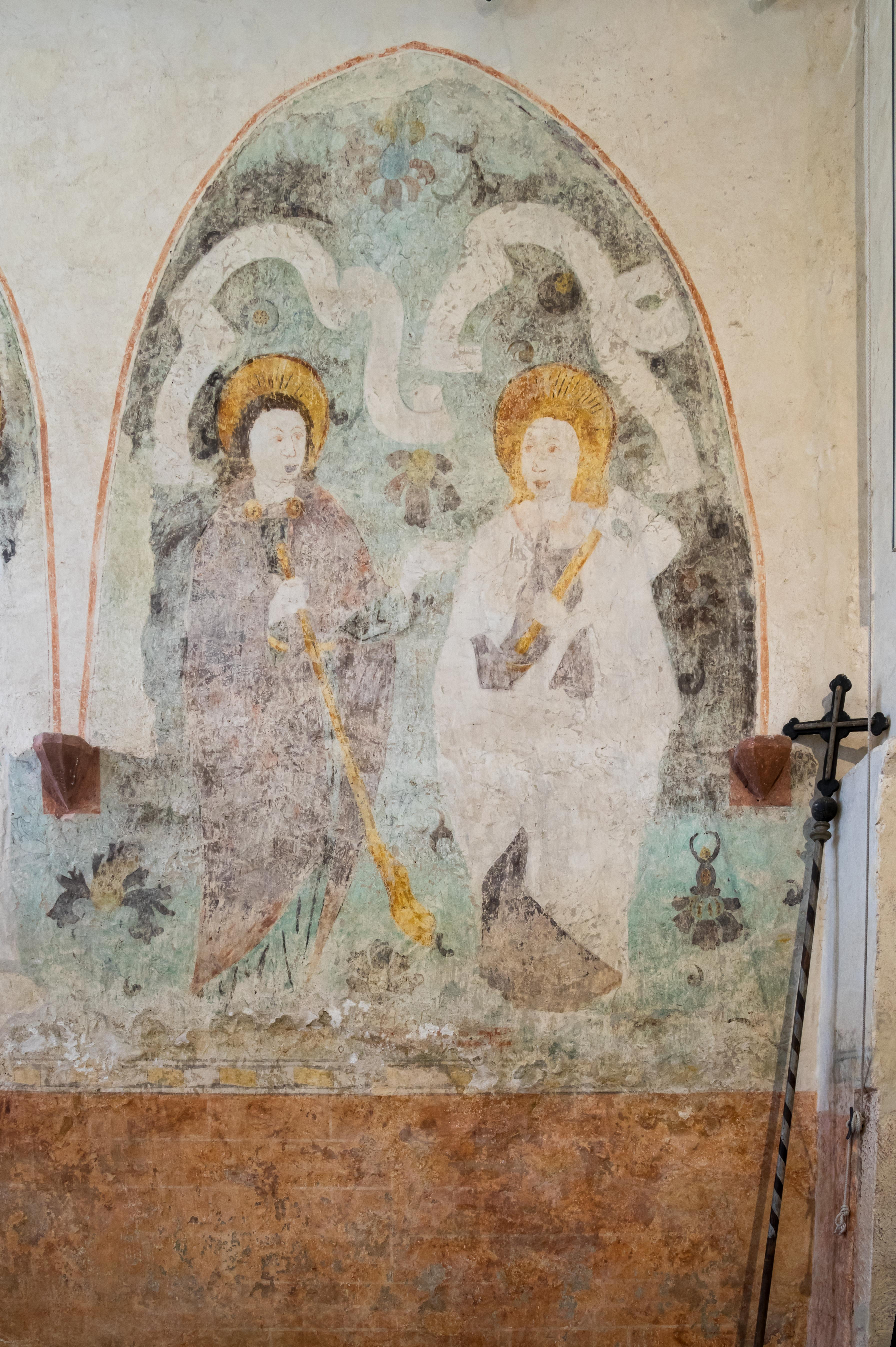
(5) Chor: Jakobus der Jüngere, Judas Thaddäus

Auf der südlichen Triumphbogenwand sind übereinander eine Kreuzigung, drei Heilige und zwei Szenen der Legende des heiligen Vitus dargestellt. An der Südwand des Schiffs folgen in drei horizontalen Streifen übereinander in gerahmten Feldern zusätzliche Vitus-Szenen1, 2, unterbrochen durch den heiligen Christophorus über und neben dem südlichen Eingang1. An der nördlichen Triumphbogenwand ist, großenteils verdeckt durch das barocke Retabel (siehe unten,) der heilige Antonius der Große zu erkennen. An der Nordwand des Schiffs erscheint links ein weiteres Mal Christophorus, neben ihm erscheinen die heiligen Barbara von Nikomedien und Katharina von Alexandrien sowie rechts die Muttergottes mit Kind, darüber groß der heilige Georg3.
Die jüngeren Gemälde an den Wänden und in den Fensterlaibungen des Chors bilden – über einer 1,5 m hohen braunen Sockelzone mit weiß eingezeichneten Quadern – einen Zyklus der Apostel. Sie stehen mit unleserlich gewordenen Spruchbändern auf grünem, ranken- und blumengezierten Grund. Die Reihe beginnt im Norden mit der Dreiergruppe4 von Petrus mit einem großen Schlüssel, Johannes mit einem Kelch und Jakobus dem Älteren mit seinem Pilgerstab, den Joseph Sauer zunächst für Paulus mit einem Schwert hielt. Die Reihe wird dann durch das Sakramentshäuschen innerhalb einer seine Form aufnehmenden Architekturmalerei unterbrochen. In der Laibung des linken Chor-Polygonfensters stehen sich Andreas und Philippus gegenüber, in der Laibung des mittleren Polygonfensters Jesus und Thomas, in der Laibung des rechten Polygonfensters Bartholomäus und Matthäus. Die folgende Dreiergruppe im Süden ist durch den späteren Einbruch des kleineren Lanzettfensters gestört. Das letzte Feld zeigt Jakobus den Jüngeren und Judas Thaddäus5.

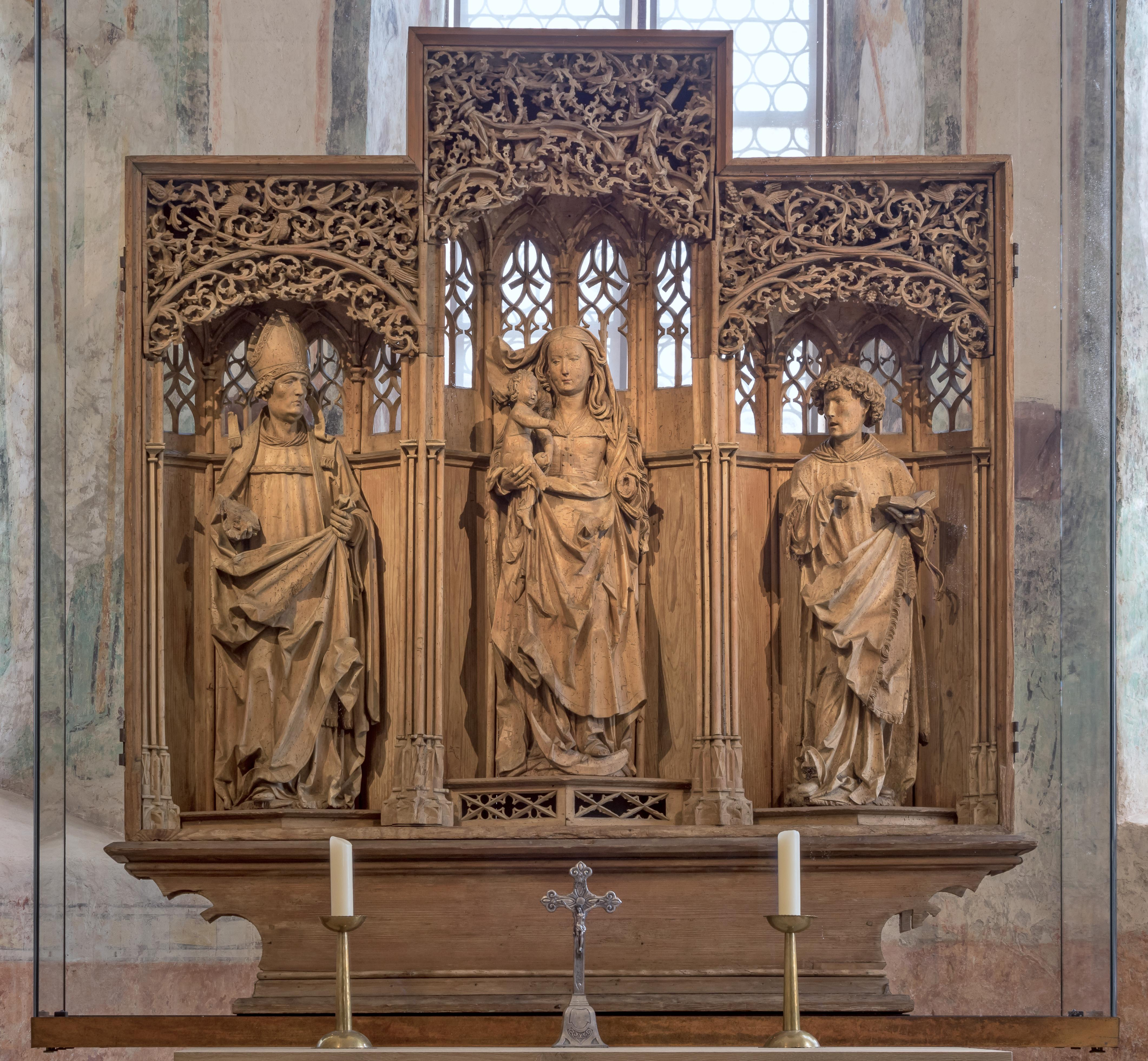
Hochaltarretabel
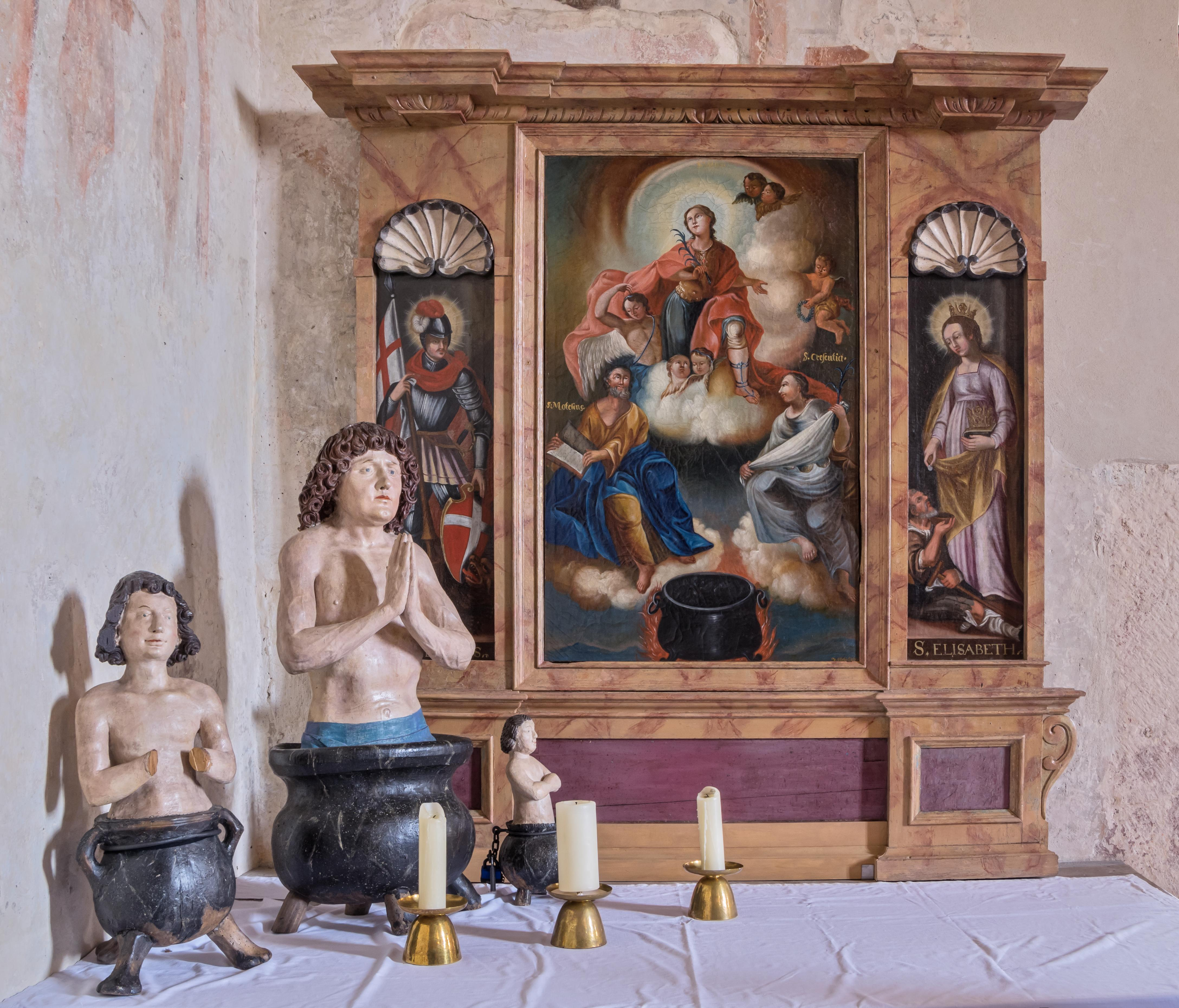
Linker Seitenaltar mit drei Vitus-Skulpturen

Das Hochaltarretabel beschreibt Franz Xaver Kraus, dem die Fresken noch verborgen waren, 1904 in seinen Kunstdenkmälern des Grossherzogthums Baden: „Der dreitheilige Altarschrank enthält in den drei oben von kraus verschlungenem Astwerk abgeschlossenen, von kleinen Sterngewölbchen überspannten und hinten von zweitheiligen Masswerkfenstern durchbrochenen, polygonen Nischen drei circa 1,10 m hohe Standfiguren. <...> In der erhöhten mittleren Nische steht die Madonna auf der Mondsichel mit dem nackten Christkinde auf dem Arme.“ Links handele es sich um den heiligen Nikolaus von Myra, bei dem die drei Goldkugeln auf dem Buch, rechts um den heiligen Diakon Stephanus in reicher verzierter Dalmatik, bei dem die Steine seiner Steinigung (Apg 7,54-59 ) verloren gegangen seien. Ingeborg Krummer-Schroth hat das Werk, vor allem durch Vergleich mit dem Locherer-Altar im Freiburger Münster, dem Sixt von Staufen zugeschrieben: „In den Nischen, deren mittlere höher ist, stehen die Figuren der Muttergottes, eines heiligen Bischofs (Nikolaus?) und eines heiligen Diakons (Stephanus?). Ein reiches, dichtes Maßwerk mit Dornblattranken, in denen Vögel sitzen (im Locherer-Altar sind darin Engel) füllt die Fläche vor den kleinen Gewölben über den Heiligen. Es wächst aus borkig gebildeten Ästen, die sich zum Teil mit gekehlten Architekturprofilen verschneiden, welche aus den gestängehaften Säulchen ausschwingen. Dieses Maßwerk ist in seiner gesamten Bildung wie auch in der Schnitzweise im einzelnen dem Locherer-Altar so verwandt, daß wir hier wohl auf eine gemeinsame Meisterhand schließen können.“
Die beiden Seitenaltäre qualifizierte Kraus als „unbedeutende Renaissancearbeiten“. Nur der linke ist noch vorhanden. Dessen seitliche Gemälde, wohl noch barock, zeigen links den heiligen Georg, rechts die heilige Elisabeth von Thüringen. Das mittlere Gemälde, signiert „Fidelis Liebenstein 1803“, ein sonst nicht bekannter Maler, zeigt Vitus mit seinen Erziehern, dem heiligen Modestus und der heiligen Crescentia. Unter ihnen wird Öl zum Sieden gebracht, in das alle drei bei ihrem Martyrium geworfen wurden. Auf dem Altar stehen drei verschieden große Skulpturen zur selben Szene, entweder alle Vitus meinend, den dank seiner Aufnahme unter die vierzehn Nothelfer bekannteren Heiligen, oder ihn selbst mit seinen Erziehern.
Im hölzernen Dachreiter hängt eine Glocke aus Bronze, die im Jahr 1723 von J. G. Gapp aus Freiburg gegossen wurde. Bei einem Umfang von 388 mm wiegt sie 32 kg und ist auf des‘‘‘-4 gestimmt. Sie ist nur von Hand zu läuten.